# IC 550
IC 550 је лентикуларна галаксија у сазвјежђу Хидра која се налази на листи објеката дубоког неба у Индекс каталогу.
Деклинација објекта је - 6° 56' 45" а ректасцензија 9h 40m 28,6s. Привидна величина (магнитуда) објекта IC 550 износи 13,5 а фотографска магнитуда 14,5. IC 550 је још познат и под ознакама MCG -1-25-14, PGC 27607.